# Adam Chaplin
Adam Chaplin (ur. 21 listopada 1993) – kanadyjski siatkarz, grający na pozycji przyjmującego. Od sezonu 2016/2017 występuje w duńskiej drużynie Ikast KFUM.